# Дамаскин (митрополит Адрианопольский)
Митрополи́т Дамаски́н (греч. Μητροπολίτης Δαμασκηνός, в миру Васи́леос Папандре́у, греч. Βασίλειος Παπανδρέου; 23 февраля 1936, Фермос, Этолия, Греция — 5 ноября 2011, Женева, Швейцария) — епископ Константинопольской православной церкви, титулярный митрополит Адрианопольский; с 1982 по 2003 годы — управляющий Швейцарской митрополией.

## Биография
Родился 23 февраля 1936 года в местечке Фермос, нома Этолия в Греции.
В 1959 году окончил Халкинскую богословскую школу и в том же году рукоположен в сан диакона.
С 1959 по 1965 годы обучался в Марбургском университете.
В 1961 году рукоположен в сан иерея.
С 1965 по 1969 годы стажировался в экуменической общине в Тэзе во Франции.
В 1966 году окончил богословскую школу Афинского университета.
С 1969 года — в должности директора Православного центра Константинопольского Патриархата в Шамбези (постоянное представительство Константинопольского Патриархата при Всемирном совете церквей в Швейцарии). Руководил подготовкой к созыву Все-Православного собора. Ректор богословского Института при Центре в Шамбези.
6 декабря 1970 года был хиротонисан во епископа с возведением в достоинство титулярного митрополита Транопольского.
9 сентября 1975 года был переведён в состояние действующего митрополита без смены титула.
2 октября 1982 года назначен митрополитом Швейцарским.
Автор многочисленных экуменических исследований. Активно занимался диалогом с нехалкидонскими церквами, активно развивавшемся в 1980-е года. Сопредседатель Смешанной богословской комиссии по богословскому диалогу между Православной и Восточными (нехалкидонскими) православными церквами. В круг ответственности митрополита Дамаскина входил также диалог с иудаизмoм и исламoм. В 1979 году участвовал в сессии иудейско-христианского диалога в Бухаресте, Румыния.
В 1995 году в Минских духовных школах (пос. Жировичи) Митрополит Дамаскин получил Почётное звание Доктора богословия (honoris causa).
С 20 января 2003 года, выйдя на покой по состоянию здоровья, числился титулярным митрополитом Адрианопольским.
Скоропостижно скончался от инсульта в ночь на 5 ноября 2011 года в Женеве.

## Звания
- 1981 — Бухарест — доктор богословия honoris causa
- 1982 — Белград — доктор богословия honoris causa
- 1985 — Университет Аристотеля в Салониках — доктор богословия honoris causa
- 1986 — Католический университет в Бонне — доктор богословия honoris causa
- 1987 — Православный богословский факультет в Прешове — доктор богословия honoris causa
- 1987 — Христианско-католический факультет в Берне — доктор богословия honoris causa
- 1990 — Афинский университет — доктор богословия honoris causa
- 1991 — член-корреспондент Афинской академии
- 1992 — Московская духовная академия — доктор богословия honoris causa
- 1995 — Минская духовная академия — доктор богословия honoris causa
- 1998 — Манила — доктор богословия honoris causa
- 1999 — София — доктор богословия honoris causa
- 1999 — Женева — доктор богословия honoris causa
- 1999 — Президент Международной Академии религиозных наук (AISR), созданной доминиканцами в Брюсселе
- 1999 — Президент Фонда межрелигиозный и межкультурных исследований и диалога в Женеве

## Труды
- Православная диаспора // Православие и мир. — Исследовательский центр Священной Обители Кикку, Кипр. Изд. Ливани — Нэа Синора. 1994.